# George Huddleston junior

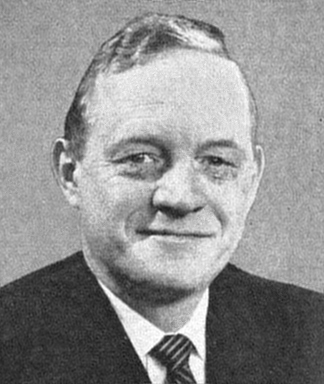
George Huddleston junior

George Huddleston junior (* 19. März 1920 in Birmingham, Jefferson County, Alabama; † 14. September 1971 in Washington) war ein US-amerikanischer Politiker der Demokratischen Partei und vertrat den Bundesstaat Alabama im US-Repräsentantenhaus.

## Werdegang
Huddleston, dessen Vater George ebenfalls als Politiker tätig war, besuchte die öffentliche Schule in Birmingham. Danach studierte er an der George Washington University in Washington, nach einem Jahr wechselte er zum Southern College in Birmingham, Alabama. Seinen Abschluss machte er 1941. Des Weiteren ist er ein Co-Verfasser eines Anzeigers von offiziellen Berichten über Alabama Constitutional Convention von 1901.
Als der Zweite Weltkrieg ausbrach, verpflichtete er sich in der United States Navy, wo er von 1942 bis 1946 im Dienstgrad eines Leutnants diente. Während seiner Dienstzeit war er 32 Monate auf dem pazifischen Kriegsschauplatz. Nach dem Krieg diente er weiter in der Naval Reserve mit dem Dienstgrad eines Captains. Des Weiteren begann er wieder auf der University of Alabama Law School zu studieren, wo er 1948 graduierte. Seine Zulassung als Anwalt bekam er im selben Jahr. Danach war er stellvertretender Bezirksanwalt des zehnten Gerichtsbezirks in Alabama zwischen 1948 und 1949. Anschließend arbeitete er als stellvertretender US-Staatsanwalt für den nördlichen Bezirk von Alabama von 1949 bis 1952. Darauf betrieb er eine Praxis in Birmingham zwischen 1952 und 1954.
Huddleston wurde als Demokrat in den 84. und die vier nachfolgenden Kongresse gewählt. Er verübte seinen Dienst dort zwischen dem 3. Januar 1955 und dem 3. Januar 1965. Bei seiner Wiederwahl 1965 in den 89. Kongress scheiterte er. Darauf begann er 1964 für die North American Rockwell Corp. zu arbeiten und wurde Firmendirektor für Regierungsangelegenheiten bis zu seinem Tod am 14. September 1971. Er lebte bis dahin in Middleburg, Virginia und wurde auf dem Elmwood Cemetery in Birmingham beigesetzt.